# Чемпионат Европы по волейболу среди мужчин 2001
22-й чемпионат Европы по волейболу среди мужчин прошёл с 8 по 16 сентября 2001 года в Остраве (Чехия) во Двореце культуры и спорта с участием 12 национальных сборных команд. Чемпионский титул впервые в своей истории выиграла сборная Югославии.

## Команды-участницы
Чехия — страна-организатор;
Италия, Россия, Югославия, Нидерланды, Франция — по итогам чемпионата Европы 1999 года;
Польша, Словакия, Венгрия, Словения, Болгария, Германия — по итогам квалификации.

## Система проведения чемпионата
12 финалистов чемпионата Европы на первом этапе были разбиты на две группы. По две лучшие команды из групп стали участниками плей-офф за 1—4-е места. Итоговые 5—8-е места также по системе плей-офф разыграли команды, занявшие в группах 3—4-е места.

## Групповой этап

### Группа А
| М | Команда    | 1   | 2   | 3   | 4   | 5   | 6   | И | В | П | С/П  | О |
| - | ---------- | --- | --- | --- | --- | --- | --- | - | - | - | ---- | - |
| 1 | Чехия      |     | 3:0 | 1:3 | 3:1 | 3:0 | 3:1 | 5 | 4 | 1 | 13:5 | 9 |
| 2 | Россия     | 0:3 |     | 3:1 | 3:1 | 3:1 | 3:0 | 5 | 4 | 1 | 12:6 | 9 |
| 3 | Нидерланды | 3:1 | 1:3 |     | 2:3 | 3:0 | 3:0 | 5 | 3 | 2 | 12:7 | 8 |
| 4 | Болгария   | 1:3 | 1:3 | 3:2 |     | 3:1 | 3:0 | 5 | 3 | 2 | 11:9 | 8 |
| 5 | Словакия   | 0:3 | 1:3 | 0:3 | 1:3 |     | 3:2 | 5 | 1 | 4 | 5:14 | 6 |
| 6 | Словения   | 1:3 | 0:3 | 0:3 | 0:3 | 2:3 |     | 5 | 0 | 5 | 3:15 | 5 |

8 сентября: Нидерланды — Словакия 3:0 (25:20, 25:21, 31:29); Чехия — Словения 3:1 (25:15, 21:25, 25:17, 25:12); Россия — Болгария 3:1 (25:13, 25:13, 20:25, 25:18).
9 сентября: Нидерланды — Чехия 3:1 (25:15, 25:17, 19:25, 25:20); Россия — Словакия 3:1 (20:25, 25:19, 25:20, 25:17); Болгария — Словения 3:0 (25:21, 25:15, 25:20).
10 сентября: Россия — Нидерланды 3:1 (24:26, 25:22, 25:20, 25:17); Чехия — Болгария 3:1 (25:22, 25:20, 20:25, 25:20); Словакия — Словения 3:2 (20:25, 25:21, 25:22, 22:25, 15:13).
12 сентября: Болгария — Нидерланды 3:2 (25:22, 23:25, 17:25, 25:23, 15:13); Чехия — Словакия 3:0 (25:19, 25:23, 25:12); Россия — Словения 3:0 (25:17, 25:14, 25:21).
13 сентября: Болгария — Словакия 3:1 (20:25, 25:15, 25:21, 25:20); Чехия — Россия 3:0 (25:19, 25:21, 25:23); Нидерланды — Словения 3:0 (25:20, 25:16, 25:20).

### Группа В
| М | Команда   | 1   | 2   | 3   | 4   | 5   | 6   | И | В | П | С/П  | О |
| - | --------- | --- | --- | --- | --- | --- | --- | - | - | - | ---- | - |
| 1 | Югославия |     | 3:0 | 3:2 | 3:0 | 2:3 | 3:1 | 5 | 4 | 1 | 14:6 | 9 |
| 2 | Италия    | 0:3 |     | 2:3 | 3:0 | 3:1 | 3:0 | 5 | 3 | 2 | 11:7 | 8 |
| 3 | Франция   | 2:3 | 3:2 |     | 2:3 | 3:1 | 3:0 | 5 | 3 | 2 | 13:9 | 8 |
| 4 | Польша    | 0:3 | 0:3 | 3:2 |     | 3:1 | 3:1 | 5 | 3 | 2 | 9:10 | 8 |
| 5 | Германия  | 3:2 | 1:3 | 1:3 | 1:3 |     | 0:3 | 5 | 1 | 4 | 6:14 | 6 |
| 6 | Венгрия   | 1:3 | 0:3 | 0:3 | 1:3 | 3:0 |     | 5 | 1 | 4 | 5:12 | 6 |

8 сентября: Югославия — Франция 3:2 (25:18, 25:21, 25:27, 23:25, 15:13); Италия — Венгрия 3:0 (25:23, 25:14, 25:13); Польша — Германия 3:1 (21:25, 31:29, 25:15, 25:14).
9 сентября: Франция — Венгрия 3:0 (27:25, 25:18, 25:21); Италия — Германия 3:1 (25:14, 25:16, 23:25, 25:16); Югославия — Польша 3:0 (25:19, 25:14, 25:22).
10 сентября: Франция — Германия 3:1 (25:20, 20:25, 25:16, 26:24); Италия — Польша 3:0 (25:21, 34:32, 25:21); Югославия — Венгрия 3:1 (27:29, 25:18, 25:17, 25:19).
12 сентября: Венгрия — Германия 3:0 (26:24, 25:21, 25:22); Югославия — Италия 3:0 (25:21, 25:23, 27:25); Польша — Франция 3:2 (23:25, 25:17, 19:25, 27:25, 15:12).
13 сентября: Германия — Югославия 3:2 (19:25, 25:21, 17:25, 25:23, 15:12); Франция — Италия 3:2 (25:21, 21:25, 25:22, 21:25, 19:17); Польша — Венгрия 3:1 (25:15, 20:25, 27:25, 25:23).

## Плей-офф

### Полуфинал за 1—4 места
15 сентября
Италия — Чехия 3:0 (25:22, 29:27, 25:9)
Югославия — Россия 3:0 (25:20, 25:17, 29:27)

### Полуфинал за 5—8 места
15 сентября
Польша — Нидерланды 3:1 (25:21, 21:25, 25:21, 27:25)
Болгария — Франция 3:1 (24:26, 26:24, 30:28, 25:16)

### Матч за 7-е место
16 сентября
Франция — Нидерланды 3:1 (25:18, 18:25, 25:22, 26:24)

### Матч за 5-е место
16 сентября
Польша — Болгария 3:2 (25:27, 27:25, 25:21, 22:25, 15:11)

### Матч за 3-е место
16 сентября
Россия — Чехия 3:2 (18:25, 25:15, 21:25, 25:22, 15:12)

### Финал
16 сентября
Югославия  — Италия 3:0 (25:21, 25:18, 25:20)

## Итоги

### Положение команд
| 1. Югославия | 7. Франция      |
| 2. Италия    | 8. Нидерланды   |
| 3. Россия    | 9—10. Германия  |
| 4. Чехия     | 9—10. Словакия  |
| 5. Польша    | 11—12. Венгрия  |
| 6. Болгария  | 11—12. Словения |

### Призёры
Югославия: Райко Йоканович, Горан Марич, Эдин Шкорич, Слободан Бошкан, Дьюла Мештер, Васа Миич, Никола Грбич, Владимир Грбич, Андрия Герич, Горан Вуевич, Иван Милькович, Игор Вушурович. Главный тренер — Зоран Гаич.
  Италия: Марко Меони, Валерио Вермильо, Самуэле Папи, Андреа Сарторетти, Лоренцо Бернарди, Христо Златанов, Мирко Корсано, Алессандро Феи, Кристиан Казоли, Вигор Боволента, Леондино Джомбини, Лука Тенкати. Главный тренер — Андреа Анастази.
  Россия: Руслан Олихвер, Евгений Митьков, Сергей Тетюхин, Игорь Шулепов, Алексей Казаков, Вадим Хамутцких, Роман Яковлев, Александр Герасимов, Алексей Кулешов, Павел Абрамов, Роман Архипов, Александр Косарев. Главный тренер — Геннадий Шипулин.

### Индивидуальные призы
MVP:  Иван Милькович
Лучший нападающий:  Мартин Лебл
Лучший блокирующий:  Доминик Дакен
Лучший на подаче:  Алессандро Феи
Лучший в защите:  Васа Миич
Лучший связующий:  Никола Грбич
Лучший на приёме:  Юбер Энно
Лучший либеро:  Мирко Корсано
Самый результативный:  Иван Милькович